# قسم زرين غل الريفي (مقاطعة علي أباد)
قسم زرین غل الریفي (بالفارسية: دهستان زرین‌گل) هي قسم تقع في إيران في غلستان. يقدر عدد سكانها بـ 9,292 نسمة .